# Лайсаари, Мауно
Мауно Лайсаари (фин. Mauno Laisaari, 20 марта 1910 — 1994) — финский шахматист.
Бронзовый призер чемпионата Финляндии 1947 г.
Участник международного турнира в Хельсинки 1946 г.
Наиболее известен по показательной партии, которую он в 1944 г. проиграл гроссмейстеру П. П. Кересу.

## Спортивные результаты
| Год  | Город     | Соревнование                         | + | − | = | Результат | Место |
| ---- | --------- | ------------------------------------ | - | - | - | --------- | ----- |
| 1944 | Хельсинки | Показательная партия с П. П. Кересом | 0 | 1 | 0 | 0 из 1    |       |
| 1946 | Хельсинки | Международный турнир                 | 1 | 4 | 4 | 3 из 9    | 8     |
| 1947 | Хельсинки | Чемпионат Финляндии                  |   |   |   |           | 3     |